# Арайс, Владимир Михайлович
Владимир Михайлович Арайс (род. 29 января 1961, Омск) — советский и российский футболист, выступавший на позиции защитника, и футбольный тренер. Рекордсмен клуба «Иртыш» (Омск) по числу проведённых матчей (481). Мастер спорта СССР.

## Биография
Владимир Михайлович Арайс родился 29 января 1961 года в городе Омске Омской области.
Воспитанник футбольной секции «Нефтяник» (Омск), первый тренер — Иван Васильевич Герасимов. 
С 18-летнего возраста выступал за главную команду города — омский «Иртыш». Первая игра 14 апреля 1979 года в городе Караганде: «Шахтёр» (Караганда) –«Иртыш» (Омск), завершившаяся со счётом 2:1, с первого же сезона стал игроком основного состава. В 1981 году стал обладателем Кубка РСФСР среди команд второй союзной лиги. 
В 1985 году перешёл в воронежский «Факел», выступавший в том сезоне в высшей лиге. Первый матч на высшем уровне сыграл 24 марта 1985 года против бакинского «Нефтчи». Всего сыграл 5 матчей в высшей лиге в марте-апреле 1985 года и в ходе сезона вернулся в Омск. В дальнейшем до 1994 года выступал за «Иртыш». Всего сыграл за команду 481 матч (рекорд клуба) и забил 6 голов. Последняя игра в качестве игрока за «Иртыш» 20 октября 1994 года в городе Владикавказе «Автодор-ОЛАФ» (Владикавказ) – «Иртыш» (Омск), завершившаяся со счётом 1:0. В возрасте 33 лет завершил профессиональную карьеру.
С 1993 года работал играющим тренером «Иртыша». В первой половине 1995 года был главным тренером команды. Затем в течение нескольких лет работал тренером в любительских клубах «Спартак» (Курган, 2000 год) и «Авангард» (Омск, 2001—2006 годы). В 2008—2010 и 2012—2014 годах снова возглавлял «Иртыш». В 2009 году вывел команду из второго дивизиона в первый.
В очередной раз назначен главным тренером команды «Иртыш» 2 июля 2018 года, и по итогам сезона-2018/19 был признан лучшим тренером группы «Восток» Первенства ПФЛ. Был главным тренером команды «Иртыш» по сентябрь 2020 года. Когда главным тренером стал Харлачёв Евгений Валерьевич, Арайс останется работать в системе клуба.
В 2020 году имел тренерскую лицензию «А».
20 декабря 2021 года вновь назначен главным тренером команды «Иртыш». 2 июля 2022 года трудовые отношения были расторгнуты по обоюдному согласию сторон.
В январе 2023 года получил тренерскую лицензию категории PRO-УЕФА.

## Награды и звания
- Мастер спорта СССР

## Семья
- Брат Арайс Олег Михайлович (род. 27 февраля 1968), футболист, играл за «Авангард» (Омск)[11].